# Centralschweiz
Centralschweiz (ty: Zentralschweiz) er en region i det centrale Schweiz bestående af kantonerne Uri, Schwyz, Obwalden, Nidwalden, Luzern og Zug. Hovedbyen i regionen er Luzern.
47°00′N 8°30′Ø / 47°N 8.5°Ø